# ليون (مقاطعة)
مقاطعة ليون (بالإسبانية: León) هي مقاطعة إسبانية تقع في شمال غرب إسبانيا، تقع ضمن حدود منطقة قشتالة وليون.
عاصمتها هي مدينة ليون، تنقسم المقاطعة إلى 211 بلدية.

## الجغرافيا
تقع مقاطعة ليون في شمال غرب إسبانيا تحدها من الشمال مقاطعة أستورياس، ومن الشمال الشرقي مقاطعة كانتابريا، ومن الجنوب مقاطعة سمورة ومقاطعة بلد الوليد، ومن الشرق مقاطعة بالنثيا، ومن الغرب مقاطعة أورينسي ومقاطعة لوغو.
تبلغ مساحة مقاطعة ليون 15.581 كم².

## الديموغرافيا
يبلغ عدد سكان مقاطعة ليون 497.799 نسمة عام 2011 (وفقاً للمعهد الوطني للإحصاء الإسباني).
فيما يلي قائمة أكبر البلديات من حيث عدد السكان (بتاريخ 1 يناير 2011):
1. ليون 132.744 نسمة
2. بونفيرادا 68.508 نسمة
3. سان أندريس ديل رابانيدو 31.562 نسمة
4. فياكيلامبري 18.023 نسمة
5. أستروغا 11.897 نسمة
6. لا بانيثا 10.899 نسمة
7. فيابلينو 10.353 نسمة
8. بيمبيبري 10.060 نسمة
9. فالفيردي دي لا فيرخين 6.906 نسمة
10. كاكابيلوس 5.495 نسمة

## أعلام
- فرويلا الثاني ملك ليون
- خوان غونزاليس